# Val d'Intelvi

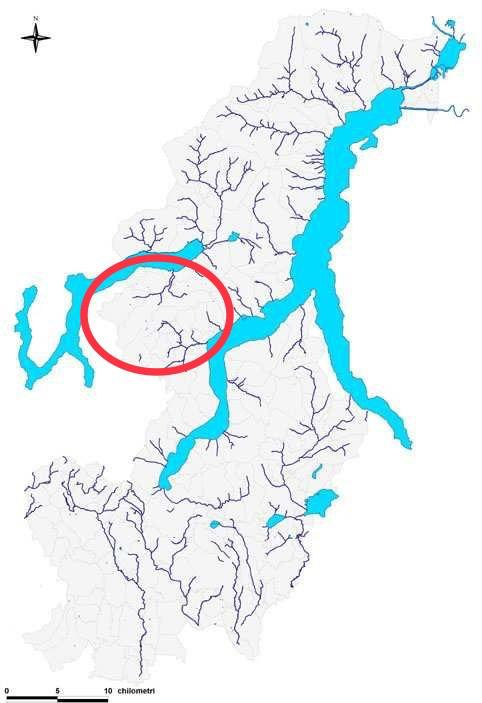
La provincia di Como e, cerchiata in rosso, la zona della Valle Intelvi

La Val d'Intelvi, o Valle Intelvi (Val d’Intelv in dialetto comasco), è una zona vallivola montuosa situata in provincia di Como, in prossimità del confine con la Svizzera.

## Geografia
La valle è formata da due rami principali: uno meridionale, percorso dal torrente Telo che sbocca nel lago di Como ad Argegno, e uno settentrionale, percorso dal Telo di Osteno che sbocca nel lago di Lugano a Osteno; I due rami sono separati dalla Sella di San Fedele, a quota 735 metri. Un terzo ramo è rappresentato dall'alta Val Mara, che forma un altopiano dove sorge Lanzo d'Intelvi.
La valle ha quindi una forma di "Y" rovesciata, dove i vertici bassi sono i due sbocchi sui relativi laghi e il vertice superiore è invece posto alla maggiore altitudine, il Monte Generoso (1 704 metri), nel comune di Centro Valle Intelvi, al confine con la Svizzera.

Comprende i comuni di Alta Valle Intelvi, Argegno, Blessagno, Campione d'Italia, Centro Valle Intelvi (esclusa la frazione di Erbonne che geograficamente appartiene alla valle di Muggio), Cerano d'Intelvi, Claino con Osteno, Dizzasco, Laino, Pigra, Ponna e Schignano.

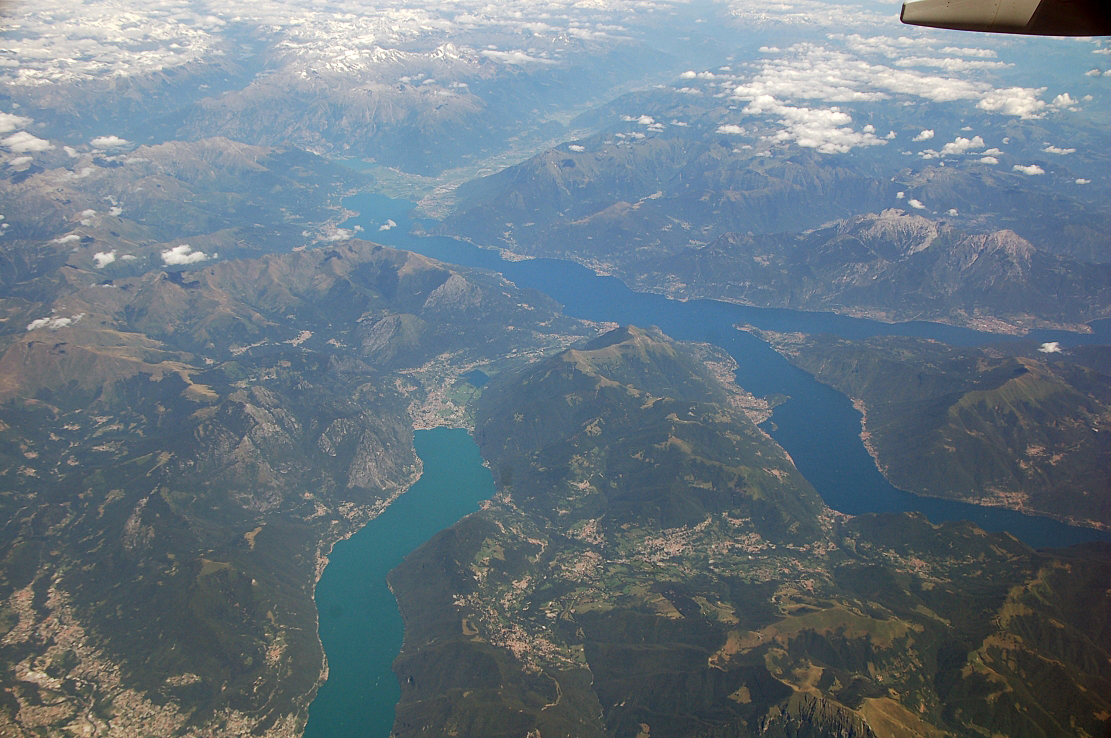
La valle in una foto aerea (in basso e a destra, tra i due laghi).

## Centri abitati
| Località              | Abitanti | Superficie (Km²) | Altitudine (m. s.l.m.) |
| --------------------- | -------- | ---------------- | ---------------------- |
| Casasco d'Intelvi     | 474      | 4.00             | 822                    |
| San Fedele Intelvi    | 1832     | 11.21            | 799                    |
| Schignano             | 873      | 10.12            | 650                    |
| Cerano d'Intelvi      | 540      | 5.55             | 562                    |
| Dizzasco              | 596      | 3.61             | 506                    |
| Argegno               | 680      | 4.11             | 210                    |
| Blessagno             | 287      | 3.56             | 762                    |
| Pigra                 | 248      | 4.53             | 881                    |
| Laino                 | 527      | 6.68             | 700                    |
| Claino con Osteno     | 558      | 12.90            | 280                    |
| Ponna                 | 232      | 5.81             | 870                    |
| Castiglione d'Intelvi | 1218     | 4.45             | 650                    |
| Lanzo d'Intelvi       | 1452     | 10.04            | 907                    |
| Ramponio Verna        | 465      | 4.92             | 751                    |
| Pellio Intelvi        | 1016     | 9.99             | 750                    |
| Campione d'Italia     | 1697     | 0.9              | 273                    |